# 歐文蒙特 (密蘇里州)
歐文蒙特（英語：Owenmont）是位於美國密蘇里州里普利縣的非建制地區。

## 歷史
歐文蒙特的郵局於1911年設立，其後於1925年停運。

## 地理
歐文蒙特所處的海拔為高於海平面153米（即502英呎），而該地所採用的時區為UTC-6，即北美中部時區（CST）。同時該地設有夏令時間，為UTC-6調快一小時，即UTC-5（CDT）。